# Peteria scoparia
Peteria scoparia är en ärtväxtart som beskrevs av Asa Gray. Peteria scoparia ingår i släktet Peteria och familjen ärtväxter. Inga underarter finns listade i Catalogue of Life.